# Alchemilla pirinica
Alchemilla pirinica är en rosväxtart som beskrevs av Pawl.. Alchemilla pirinica ingår i släktet daggkåpor, och familjen rosväxter. Inga underarter finns listade i Catalogue of Life.